# Maylandia lanisticola
Maylandia lanisticola – gatunek słodkowodnej ryby z rodziny pielęgnicowatych (Cichlidae). Bywa hodowana w akwariach.

## Występowanie
Litoral piaszczysty jeziora Malawi w Afryce. Gatunek endemiczny.

## Opis
Ciało lekko bocznie spłaszczone. Samce osiągają ok. 7 cm długości, samice nieco mniejsze.
Ryby stosunkowo spokojne, mogą być trzymane w zbiornikach wielogatunkowych, agresję okazują jedynie w pobliżu zajmowanej muszli. Dobierają się w pary. Za swoją kryjówkę i miejsce rozrodu obierają pustą muszlę ślimaka z rodzaju Lanistes. Samica składa w muszli do kilkunastu ziaren ikry. Larwy wykluwają się po ok. 2–3 dniach, a po kolejnych 6–7 dniach narybek rozpoczyna samodzielne żerowanie. Ikrą i narybkiem opiekuje się samica.

## Dymorfizm płciowy
Samiec ma żółto-białą plamę na płetwie odbytowej.

## Warunki w akwarium
| Zalecane warunki w akwarium | Zalecane warunki w akwarium                                                             |
| --------------------------- | --------------------------------------------------------------------------------------- |
| Zbiornik                    | minimum 80 cm dla jednej pary, piaszczyste dno, muszle ślimaków, kryjówki wśród kamieni |
| Temperatura wody            | 24–27 °C                                                                                |
| Twardość wody               | twarda do 25°n                                                                          |
| Skala pH                    | 7,3–8,8                                                                                 |
| Pokarm                      | żywy, mrożony, roślinny (warzywa)                                                       |